# 霍爾維拉普

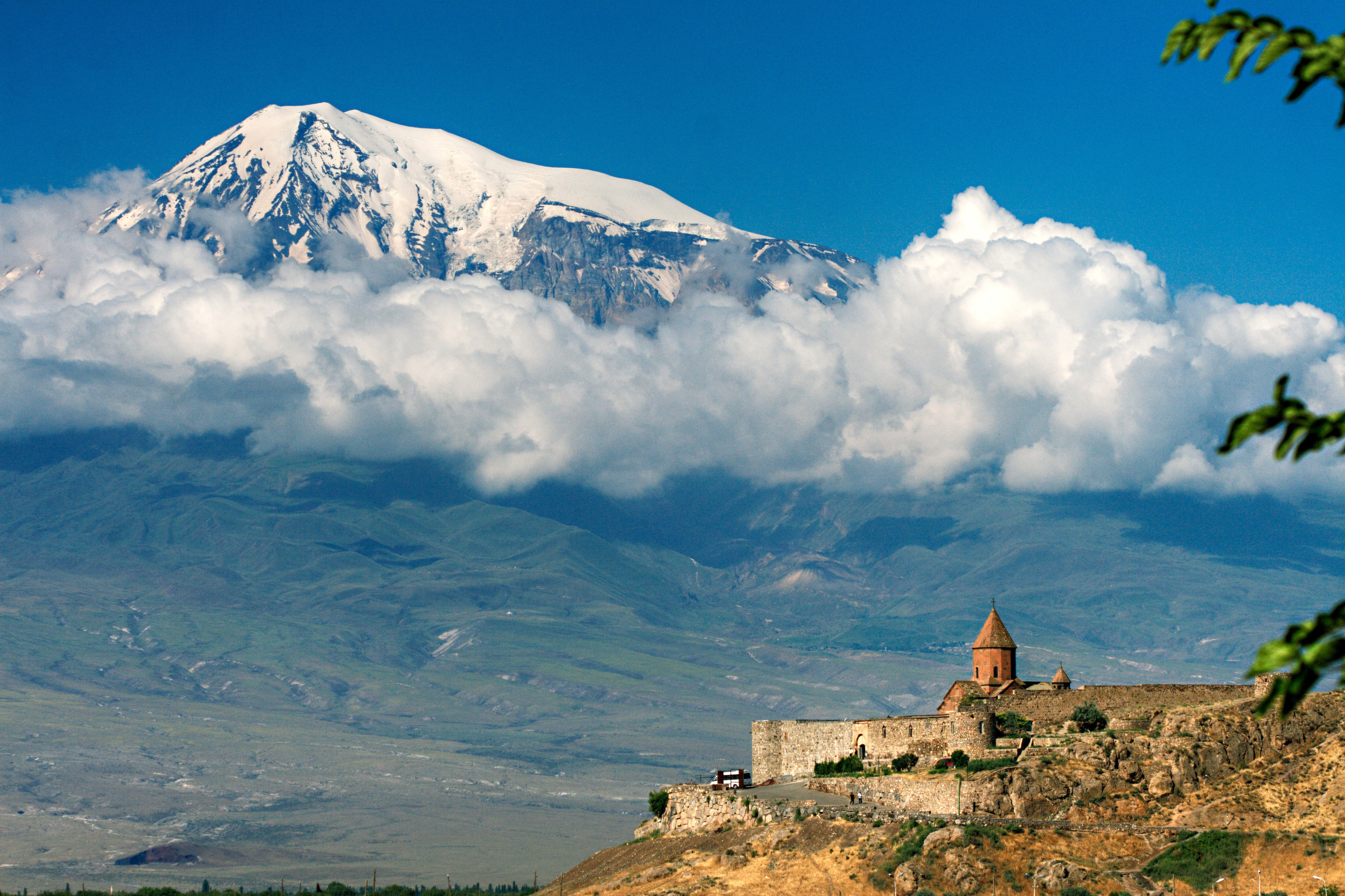

霍爾維拉普（亚美尼亚语里是深深的地牢之意）是位於亞美尼亞阿拉拉特平原（亞拉拉特山）的一座修道院，靠近土耳其國境。霍爾維拉普在亞美尼亞宗教史上擁有重要地位，經歷過多次重建。現在霍爾維拉普是亞美尼亞遊客最多的朝聖地之一。

Khor Virap
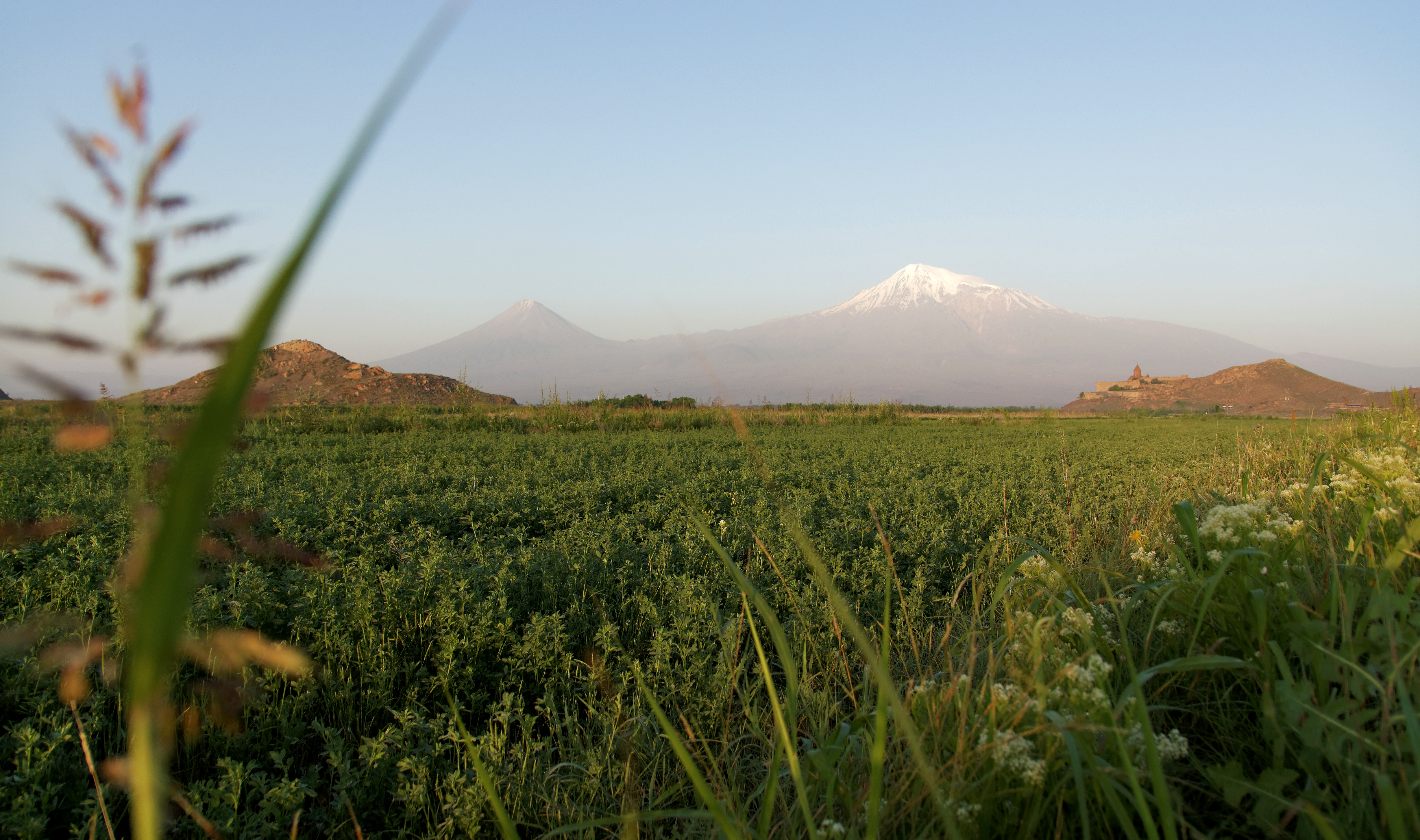
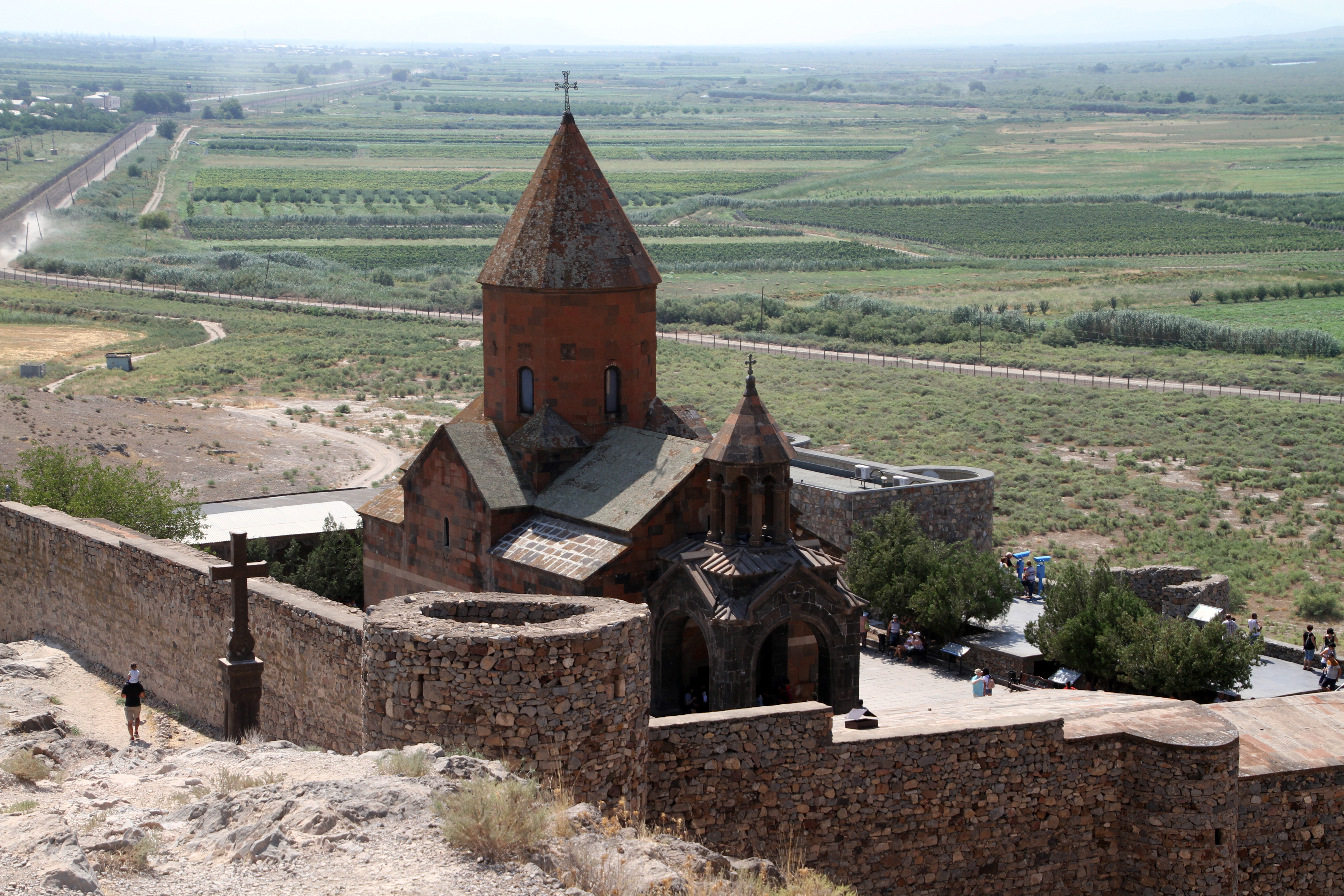
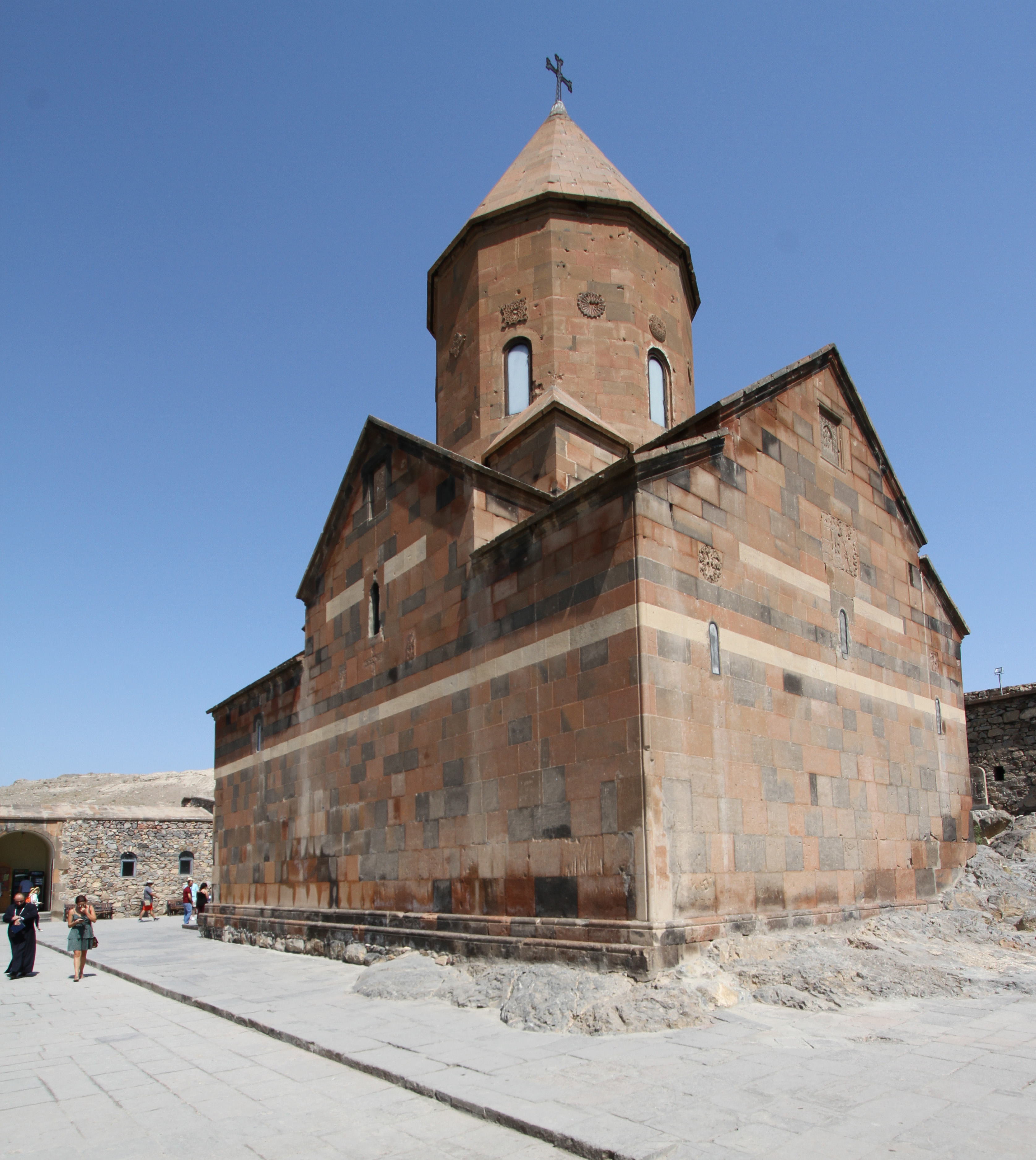
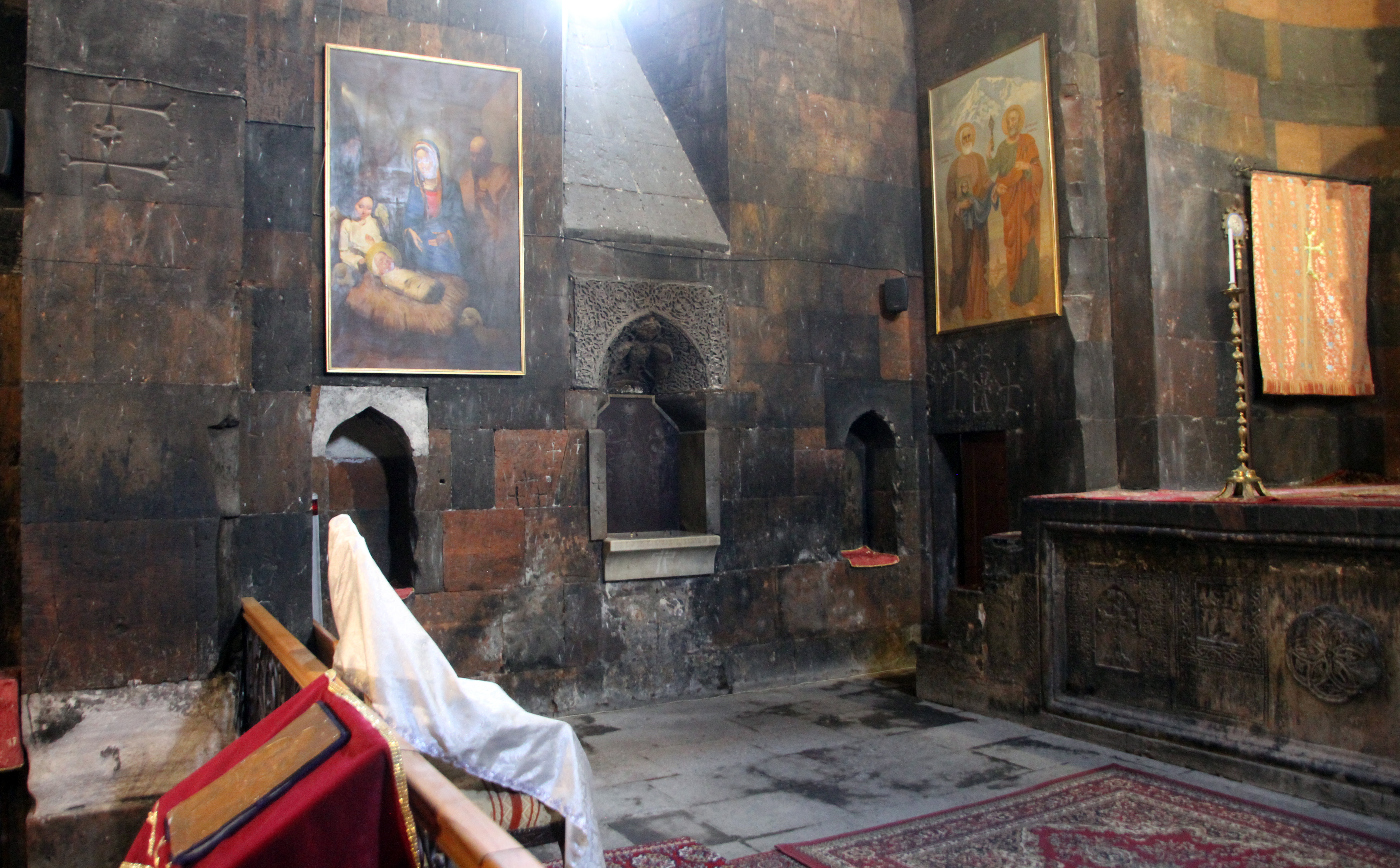